# Bamingui-Bangoran
Bamingui-Bangoran – prefektura w Republice Środkowoafrykańskiej z siedzibą w Ndélé. Wchodzi w skład regionu Fertit.
Prefektura ta rozciąga się w północnej części kraju i graniczy z Czadem (granica przebiega wzdłuż rzeki Bahr Aouk). Na północnym wschodzie Bamingui-Bangoran graniczy z prefekturą Vakaga, na południowym wschodzie z prefekturą Haute-Kotto, na południu z prefekturą Ouaka i na zachodzie z prefekturą Nana-Grébizi.
Powierzchnia Bamingui-Bangoran wynosi 58 200 km². W 1988 zamieszkiwało ją 27 446, a w 2003 roku 43 229 osób.
W skład Bamingui-Bangoran wchodzą dwie podprefektury (sous-préfectures) i 3 gminy (communes):
- podprefektura Bamigui
  - Vassako
- podprefektura Ndélé
  - Dar El Kouti
  - Mbolo-Pata